# Estació dels Caülls
L'estació dels Caülls, denominada Es Caülls (i abans com a Festival Park) és una estació de tren de Serveis Ferroviaris de Mallorca. Està situat prop del nucli marratxiner dels Caülls, al costat de l'Autopista d'Inca (Ma-13), a l'altura d'un conegut centre comercial. Es va posar en servei el gener de 2007. Consta de dues vies, a les quals s'accedeix per dues andandes laterals interconnectades per un pas superior. El govern balear va proposar en 2022 la construcció d'un gran aparcament a la vora de Festival Park i augmentar la freqüència de pas dels trens fins a cinc minuts per enviar el col·lapse circulatori a la Ma-13.
| Procedència/Destinació               | <        | Línia            | >           | Procedència/Destinació |
| ------------------------------------ | -------- | ---------------- | ----------- | ---------------------- |
| Serveis Ferroviaris de Mallorca      |          |                  |             |                        |
| Estació Intermodal - Plaça d'Espanya | Marratxí | Palma - sa Pobla | Santa Maria | sa Pobla               |
| Estació Intermodal - Plaça d'Espanya | Marratxí | Palma-Inca       | Santa Maria | Inca                   |
| Estació Intermodal - Plaça d'Espanya | Marratxí | Palma-Manacor    | Santa Maria | Manacor                |